# 约翰·伯格斯
约翰·伯格斯（英語：John William Burgess，1844年8月26日—1931年1月13日），美国政治学家、白人至上主义者，哥伦比亚大学教师，被认为是“该时期最有影响力的政治科学家。”他是知名政治学家查尔斯·爱德华·梅里亚姆的导师。